# Tum Yeto
Tum Yeto is een Amerikaans bedrijf, het hoofdkantoor staat in San Diego, Californië. Het is opgericht in 1989 door professioneel skateboarder Tod Swank. Tum Yeto produceert, verspreidt, exporteert en verkoopt producten van Foundation Skateboards, Toy Machine, Pig Wheels, Dekline, Ruckus Metal en Deathbox.

## De naam
Er zijn meerdere theorieën hoe het bedrijf aan zijn naam komt. De meest bekende is dat het bedrijf oorspronkelijk geen naam had, maar werkte vanuit een 1-800-nummer. Dit nummer zou '1-800-886-9386' zijn, wat afgelezen kan worden als '1-800-TUM-YETO'. Een andere theorie, die wordt voortgezet door de Tum Yeto Faq ((en) ) is dat het de naam is van een Japans iets, wat 'meer dan één' zou betekenen. 